# Maria Dyer
Maria Dyer, född 1803, död 1846, var en jamaicansk missionär (Kongregationalistkyrkan). Hon var verksam i Malaya. 
Hon är främst känd för år 1842 ha grundat den första skolan öppen för flickor i Singapore.